# Chionoecetes opilio
Chionoecetes opilio hay còn gọi là cua tuyết là một loài cua biển trong họ Oregoniidae có nguồn gốc từ những vùng nước sâu thẳm ở Tây bắc Đại Tây Dương và bắc Thái Bình Dương. Đây là một loài cua tuyết (Chionoecetes) thương mại nổi tiếng, thường bị bắt bằng bẫy hoặc bằng lưới kéo. Bảy loài thuộc chi Chionoecetes, tất cả đều mang tên "cua tuyết". C. opilio có liên quan đến C. bairdi, thường được gọi là cua thợ thuộc da và các loài cua khác được tìm thấy ở vùng biển lạnh phía bắc.

## Giải phẫu học
Cua tuyết có thân dài và rộng bằng nhau hoặc lớp vỏ bảo vệ trên cơ thể của chúng, có đặc trưng các hình chiếu cơ thể trên vỏ của chúng, được bao bọc vừa phải trong các cặn calci, những cơ quan giống như lông cứng. Cua tuyết có một sợi dây nằm ngang ở phía trước của thân áo giáp, một phần mở rộng của lớp vỏ cứng của vỏ và có hai sừng phẳng cách nhau bởi một khoảng trống. Chúng có gai hình tam giác và các vùng dạ dày và nhánh được xác định rõ. Cua tuyết cũng có những hạt nhỏ dọc theo bề ngoài của cơ thể, ngoại trừ vùng ruột của chúng, gọng kìm của chúng thường nhỏ hơn, ngắn hơn hoặc bằng chân đi bộ. Cua tuyết có màu ánh kim và có màu từ nâu đến đỏ nhạt ở trên và từ vàng sang trắng ở dưới và có màu trắng sáng ở hai bên chân. 

## Phân bố
Cua tuyết có nguồn gốc từ Tây Bắc Đại Tây Dương và Bắc Thái Bình Dương. Ở Tây Bắc Đại Tây Dương, chúng được tìm thấy ở các khu vực gần Greenland, Newfoundland, trong Vịnh St.Lawrence và trên thềm Scotia. Ở Bắc Thái Bình Dương, loài cua này được tìm thấy ở các khu vực từ Alaska đến bắc Siberia và qua Eo biển Bering đến Quần đảo Aleutian, Nhật Bản và Hàn Quốc. Năm 1996, lần đầu tiên chúng được ghi nhận ở Biển Barents. Chúng được coi là một loài xâm lấn ở đó, nhưng làm thế nào chúng đến đó không rõ ràng. Một loài quan trọng về mặt thương mại khác, được đưa vào một cách có chủ ý cho cùng một khu vực, cua vua đỏ, đã thành lập ở Biển Barents. Tương tự, cua tuyết có thể sẽ có tác động xấu đến các loài bản địa của Biển Barents.
Cua tuyết được tìm thấy ở thềm đại dương và sườn, trên đáy cát và bùn. Chúng được tìm thấy ở độ sâu từ 13 đến 2.187 m (43 đến 7.175 ft), nhưng trung bình là khoảng 110 m (360 ft). Ở vùng biển Đại Tây Dương, hầu hết cua tuyết được tìm thấy ở độ sâu 70,280 m. Nơi cua tuyết đực và cái được tìm thấy trong đại dương, độ sâu có thể khác nhau. Con đực trưởng thành nhỏ và trưởng thành xuất hiện chủ yếu ở độ sâu trung gian trong phần lớn thời gian trong năm, trong khi con đực trưởng thành lớn và cứng được tìm thấy chủ yếu ở độ sâu lớn hơn 80 m (260 ft). Con cái trưởng thành rất thích ăn thịt và tụ tập ở độ sâu 60, 120 m 120 Cua tuyết chủ yếu cư trú ở vùng nước rất lạnh, trong khoảng 1 đến 5 °C (30-41 °F), nhưng có thể được tìm thấy ở nhiệt độ lên tới 10 °C (50 °F). 

## Chế độ ăn
Cua C. opilio ăn các động vật không xương sống khác trong thềm sinh vật đáy, chẳng hạn như động vật giáp xác, hai mảnh vỏ, sao giòn, polychaetes, và thậm chí phytobenthos và foraminiferans. Cua tuyết cũng là loài ăn xác thối, và ngoài việc săn mồi các động vật không xương sống dưới đáy khác, chúng còn săn bắt những con giun annelid và động vật thân mềm. Con đực thường tỏ ra là loài săn mồi tốt hơn con cái trưởng thành và loại con mồi phụ thuộc vào kích thước của động vật ăn thịt, với những con cua nhỏ nhất ăn chủ yếu là amphipod và ophiuroids, trong khi những con cua lớn nhất ăn chủ yếu là annelid, decapodean và cá. Ăn thịt đồng loại được thực hành vào những thời điểm giữa những con cua tuyết, thường xuyên nhất là bởi những con cái có kích thước trung bình.

## Thương mại

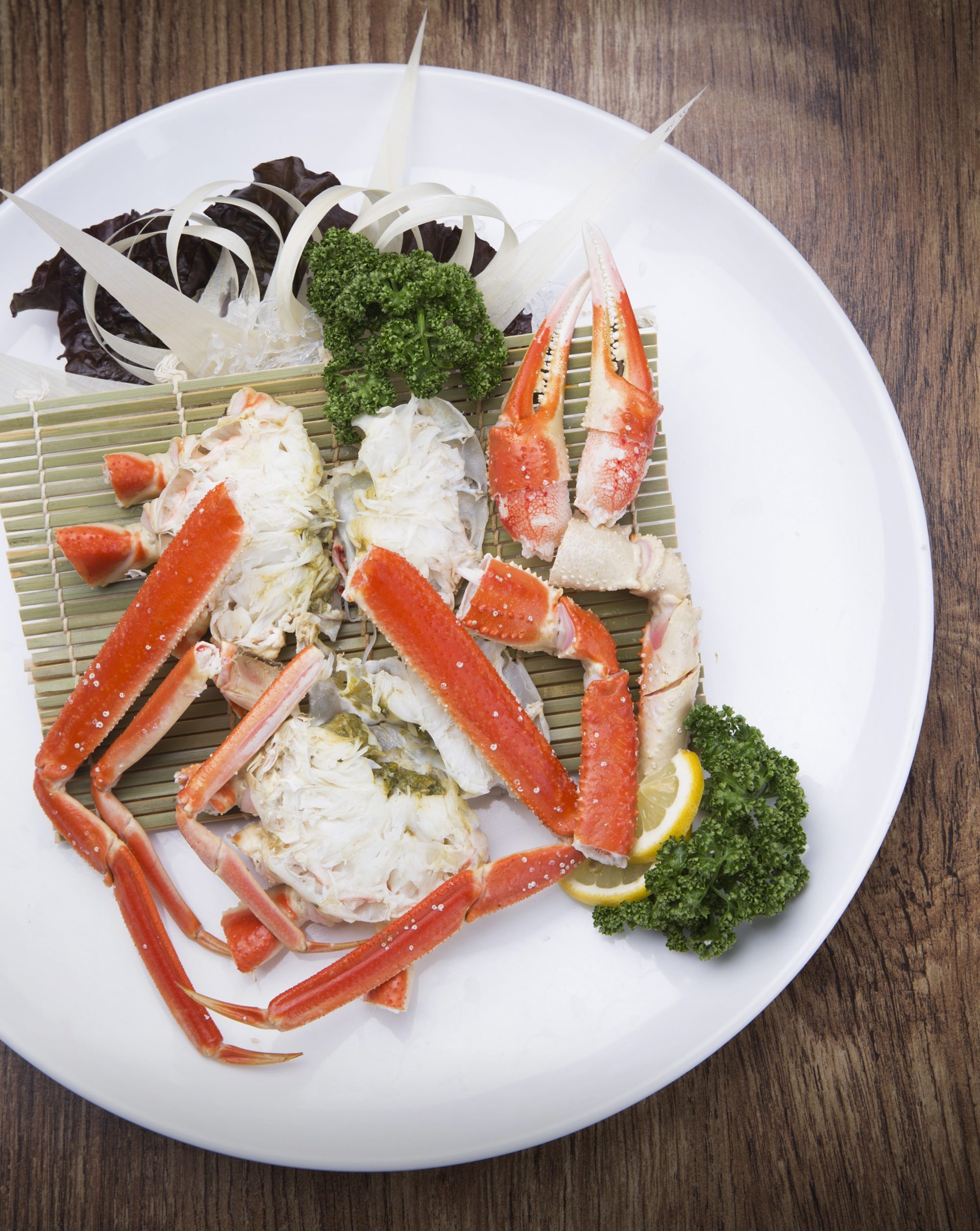
Một món cua tuyết

Loài cua này thường được những người bẫy bắt vào những năm 1980, nhưng bẫy đã giảm kể từ đó. Phần lớn bẫy đã được sử dụng ở Canada để sử dụng cho mục đích thương mại. Việc đánh bắt thương mại đầu tiên cho các loài ở Biển Barents (nơi đây là một loài xâm lấn) bắt đầu vào năm 2013, và nguồn cung của khu vực này có thể sẽ đạt đến mức tương tự như miền đông Canada trong tương lai. Kể từ năm 2016, cua tuyết là tâm điểm của tranh chấp về quyền đánh bắt giữa Na Uy và EU. EU cho rằng cua có thể được đánh bắt tự do bởi ngư dân EU trong vùng biển quốc tế ở Biển Barents. Về phần mình, Na Uy cho rằng cua không phải là một loài cá mà là một loài ít vận động, và do đó phải chịu sự điều chỉnh của Na Uy đối với thềm lục địa. Tòa án tối cao Na Uy đã thông qua quan điểm này trong một quyết định năm 2019.